# Harve Bennett
Chaim Fishman (Chicago, 17 de agosto de 1930 - Medford, 25 de fevereiro de 2015 ), mais conhecido como Harve Bennett, foi um produtor de televisão, produtor de cinema e roteirista norte-americano, mais conhecido por trabalhar em quatro filmes da franquia Star Trek.

## Primeiros anos
Bennett nasceu em Chicago, Illinois, filho Yale, um advogado, e Kathryn, uma jornalista, Fishman. Quando jovem, ele era uma das crianças do programa de rádio Quiz Kids, que o introduziu ao mundo do espetáculo. Quando Bennett entrou na faculdade, a indústria do rádio—com exceção de rádios musicais—estava em declinio, e ele entrou no mundo do cinema. Ele entrou na Universidade da Califórnia em Los Angeles, se formando em seu famoso curso de cinema. Depois de se formar, Bennett começou sua carreira como executivo de produção. Seu primeiro trabalho foi na CBS em Nova Iorque, mais tarde indo para o departamento de programação da ABC, assumindo o cargo de Vice-Presidente de Programação Diurna. Na ABC, ele subiu até o cargo de Vice-Presidente de Programação.

## Mudança para a produção
Depois de seu trabalho na ABC, Bennett foi para a produção. Seu primeiro projeto foi desenvolver um programa de televisão com o produtor Aaron Spelling chamado The Mod Squad, que ele produziu de 1968 até 1973.
Após The Mod Squad, Bennett entrou na Universal Studios, onde ele produziu uma grande variedade de séries e minisséries de televisão. Os mais notáveis foram The Six Million Dollar Man e The Bionic Woman.
Bennett então foi para a Screen Gems, onde ele continuou a trabalhar como produtor de televisão. Seus projetos na Screen Gems incluíam a série Salvage 1 e as minisséries The Jesse Owens Story e A Woman Called Golda, a qual ele venceu um Primetime Emmy Award de Melhor Especial de Drama.

## Star Trek
Enquanto trabalhava na Screen Gems, Bennett também foi chamado pela Paramount Pictures para trabalhar em sua divisão de televisão produzindo programas. Apenas algumas semanas depois de ter assinado seu contrato, ele foi chamado para uma reunião com os mais altos executivos do estúdio, Barry Diller e Michael Eisner, junto com Charles Bluhdorn, então chefe da Gulf+Western. Bluhdorn, insatisfeito com os resultados de crítica e bilheteria de Star Trek: The Motion Picture, estava procurando alguém para assumir o próximo filme da série.
De acordo com Bennett, Bluhdorn o perguntou sobre sua opinião em relação ao primeiro filme de Star Trek e, depois de Bennett ter respondido dizendo que o achava chato, o executivo lhe perguntou se ele poderia fazer um filme melhor com um orçamento menor que US$ 45 milhões. Bennett respondeu dizendo, "De onde eu venho, posso fazer cinco filmes com isso".
Bennett percebeu que ele havia entrado em um grande desafio ao desenvolver o novo filme de Star Trek, parcialmente por ele nunca ter assistido a série. Para compensar, ele assistiu todos os 79 episódios originais. Essa imersão o convenceu que aquilo que o primeiro filme não tinha era um verdadeiro vilão. Depois de assistir o episódio "Space Seed", ele decidiu que o personagem de Khan Noonien Singh era o perfeito vilão para o filme.
As ideias de Bennett formaram aquilo que iria se tornar Star Trek II: The Wrath of Khan. Ele mesmo desenvolveu a premissa original para a história, então trabalhando com o roteirista Jack B. Sowards para escrever o roteiro. Nicholas Meyer foi mais tarde apresentado a Bennett e completou a versão final do roteiro, além de dirigir o filme com Bennett atuando como produtor executivo e Robert Sallin como produtor. The Wrath of Khan foi um enorme sucesso de bilheteria e crítica.
Depois do sucesso de The Wrath of Khan, Bennett trabalhou como produtor nos três filmes seguintes de Star Trek: Star Trek III: The Search for Spock, Star Trek IV: The Voyage Home e Star Trek V: The Final Frontier. Além de atuar como produtor, Bennett também escreveu The Search for Spock, co-escreveu a história e o roteiro de The Voyage Home e co-escreveu a história de The Final Frontier.
Depois de The Final Frontier, Bennett desenvolveu a ideia para um sexto filme de Star Trek que teria uma abordagem diferente dos anteriores. Intitulado The Academy Years, ele se focaria nos personagens de Kirk e Spock quando eram jovens e cadetes na Academia da Frota Estelar. Ele teria mostrado as relações iniciais entre os personagens, e como elas se desenvolveram para criar a enorme relação de amizade anos depois. Apesar de William Shatner e Leonard Nimoy fossem ter pontas no filme, novos atores iriam interpretar os personagens clássicos.
Apesar da Paramount ter inicialmente gostado da ideia, eles acabaram não ficando dispostos a produzir um filme de Star Trek sem os atores que os fãs cresceram com e se apaixonaram. Também, Martin Davis, chefe da Gulf+Western na época, queria o elenco original no filme para marcar o aniversário de 25 anos da franquia em 1991. A Paramount ofereceu a Bennett a oportunidade de produzir o filme com o elenco original, até se oferecendo para produzir seu filme prequela depois, porém ele recusou, citando múltiplas razões, incluindo a falta de ideias e o pouco tempo para atingir o cronograma em 1991. Isso encerrou o envolvimento de Bennett na franquia, pouco tempo depois saindo da Paramount.